# Корпус разведчиков (Британская Индия)

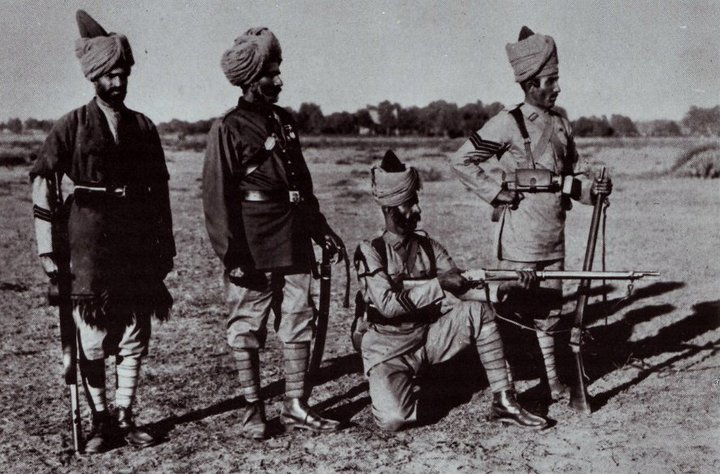
Сипай, индийский офицер, хавильдар и ланс-наик Корпуса разведчиков, 1878 год.

Корпус разведчиков (англ. The Corps of Guides) — кавалерийско-пехотное формирование (воинская часть) Британской Индийской армии, где рядовой состав был набран из аборигенов Индостана.
Часть была сформирована в 1846 году в районе Пешавара и изначально включала две пехотные роты и кавалерийский взвод. Во время второй англо-сикхской войны она был увеличена до трех рот пехоты и трех взводов кавалерии.
Часть была гарнизоном форта Мадран, основанного в 1854 году и входила в состав Пограничной бригады. Именно эта часть впервые стала носить форму цвета хаки:537—539.
Названия части:
- The Corps of Guides (1846)
- The Corps of Guides, Punjab Irregular Force (1857)
- Corps of Guides, Punjab Frontier Force (1865)
- Queen’s Own Corps of Guides, Punjab Frontier Force (1876)
- Queen’s Own Corps of Guides (1901)
- Queen’s Own Corps of Guides (Lumsden’s) (1904)
- Queen Victoria’s Own Corps of Guides (Frontier Force) (Lumsden’s) (1911).
- Queen Victoria’s Own Corps of Guides (Frontier Force) (Lumsden’s) Cavalry (1911)
- 10th Queen Victoria’s Own Corps Of Guides Cavalry (Frontier Force) (1922)
- The Guides Cavalry (10th Queen Victoria’s Own Frontier Force) (1927)
- Queen Victoria’s Own Corps of Guides (Frontier Force) (Lumsden’s) Infantry (1911)
- 5th Bn (QVO Corps of Guides) 12th Frontier Force Regiment (1922)

В 1945 году часть была названа Пограничным полком (Frontier Force Regiment) и после раздела Британской Индии вошла в армию Пакистана.
Об этой воинской части рассказывается в известной «Балладе о Востоке и Западе» Р. Киплинга.